# Escala hexatónica
Una escala hexatónica, hexatonal, hexátona o hexáfona en música es una escala o modo musical constituido por una sucesión de  seis sonidos, alturas o notas diferentes dentro de una octava. El típico ejemplo de escala hexatónica es la escala de tonos enteros (do re mi fa♯ sol♯ la♯ do). Otras muestras de este tipo de escala son la escala aumentada (do re♯ mi sol la♭ si do), la escala Prometeo (do re mi fa♯ la si♭ do) y la escala de blues (do mi♭ fa sol♭ sol si♭ do).

## Ejemplos

### Escala de tonos enteros
La escala de tonos enteros es una serie de tonos enteros, que cuenta con dos posiciones no enarmónicamente equivalentes: do re mi fa♯ sol♯ la♯ do y re♭ mi♭ fa sol la si re♭. Se asocia principalmente con el compositor impresionista francés Claude Debussy, quien la usó en piezas suyas tales como Voiles y Le vent dans la plaine, ambas de su primer libro de piano Préludes pour piano. Esta escala de tonos enteros ha aparecido de vez en cuando y de forma esporádica en el jazz, al menos desde la pieza impresionista para piano titulada "In a Mist" de Bix Beiderbecke. El pianista de bebop Thelonious Monk también usaba esta escala, la cual frecuentemente florece interpolada en sus improvisaciones y composiciones.

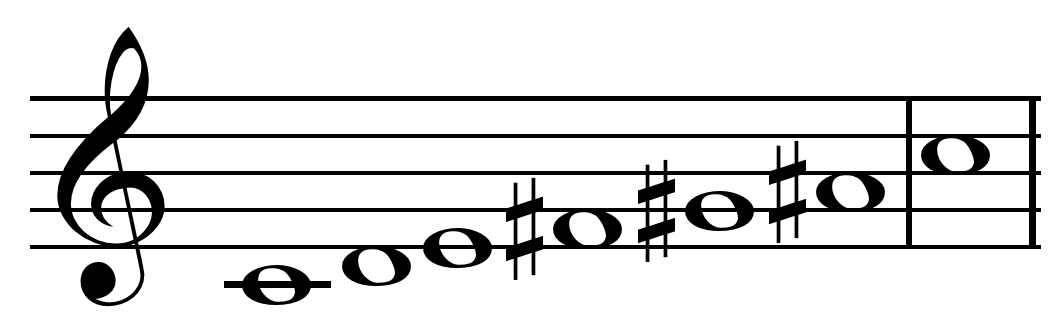
Escala de tonos enteros.

### Escala aumentada
La escala aumentada, también conocida en teoría jazzística como escala aumentada simétrica, recibe dicha denominación porque puede entenderse como una combinación de dos tríadas aumentadas entrelazadas una segunda aumentada o tercera menor aparte: do mi sol♯ y mi♭ sol si. También puede ser llamada "minor–third half–step scale" ("escala de tercera–menor medio–tono") debido a la serie de intervalos generada.
Una de sus primeras y más celebradas apariciones tiene lugar en la Sinfonía Fausto (Eine Faust Symphonie) de Franz Liszt. Otra famosa muestra de la escala aumentada en jazz se puede escuchar en el solo de Oliver Nelson dentro de la pieza "Stolen Moments". Es también frecuente en el siglo XX en la producción musical de Alberto Ginastera, Almeida Prado, Béla Bartók, Milton Babbitt y Arnold Schönberg. A finales de la década de 1950 y principios de la de 1960 se puede apreciar en el trabajo de los saxofonistas John Coltrane y Oliver Nelson, así como el del director Michael Brecker. La alternancia de tríadas de mi mayor y do menor constituye la escala aumentada en los primeros compases del Finale en el Trío para piano n.º 2 de Dmitri Shostakóvich.

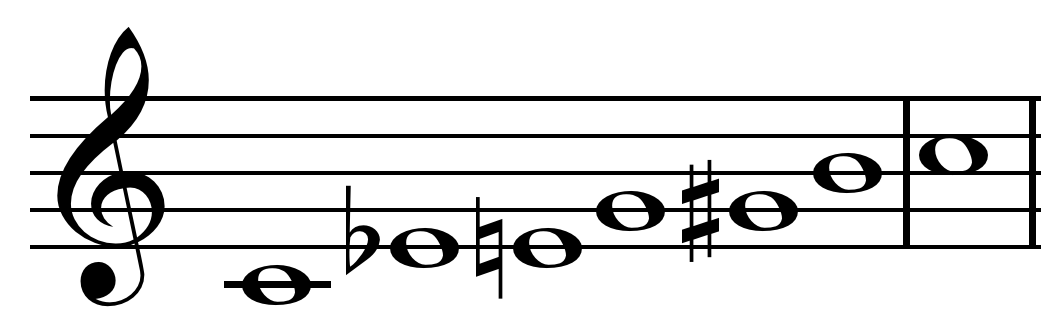
Escala aumentada.

### Escala Prometeo
La escala Prometeo es llamada así debido a su uso destacado en el poema sinfónico Prometeo: El poema del fuego de Aleksandr Skriabin. La serie de alturas expresada como simultaneidad en orden ascendente do fa♯ si♭ mi la re, fue denominada por el propio Skriabin «acorde místico» y otros lo han llamado el «acorde Prometeo».

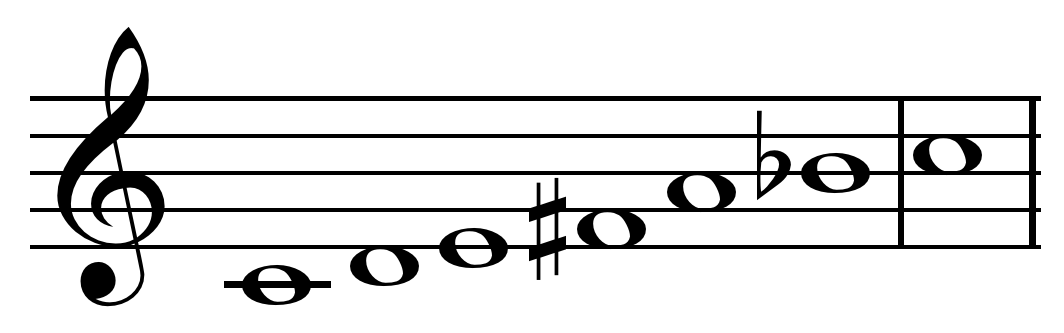
Escala Prometeo.

### Escala de blues
Las notas de blues son inflexiones alternas, en sentido estricto no puede existir una escala de blues, pero la escala más comúnmente llamada «escala de blues» comprende las siguientes notas de blues una séptima bemol, una tercera bemol y una quinta bemol; junto con otras alturas derivadas de la escala pentatónica menor: do mi♭ fa fa♯ sol si♭ do. Así pues, esta escala de blues (I, III♭, IV, IV♯, V, VII♭) suele describirse como una escala pentatónica menor (I, III♭, IV, V, VII♭) a la que se añade una nota de blues (IV♯) o (V♭). Una composición que hace uso de esta escala es la melodía de "Terrestris" de Tom Harrell.

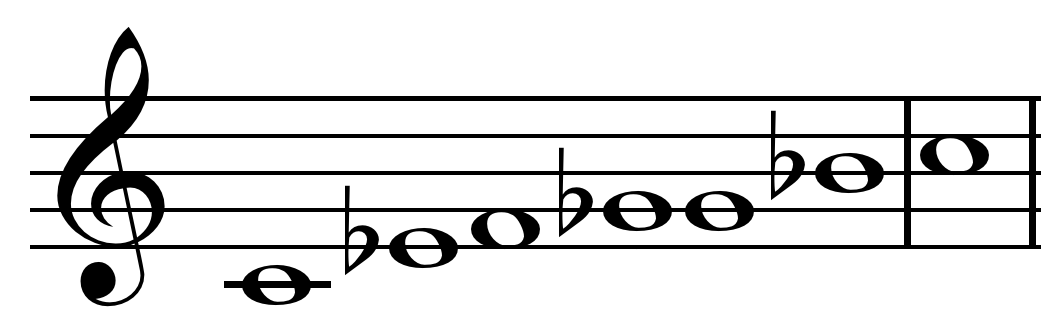
Escala de blues.

### Escala tritono
La escala tritono, do re♭ mi sol♭ sol(♮) si♭, es enarmónicamente equivalente al «acorde de Petrushka», significa un acorde de do mayor (do mi sol(♮)) + G♭ 2ª inversión del acorde mayor (re♭ sol♭ si♭). El intervalo entre do y sol bemol es un tritono. 

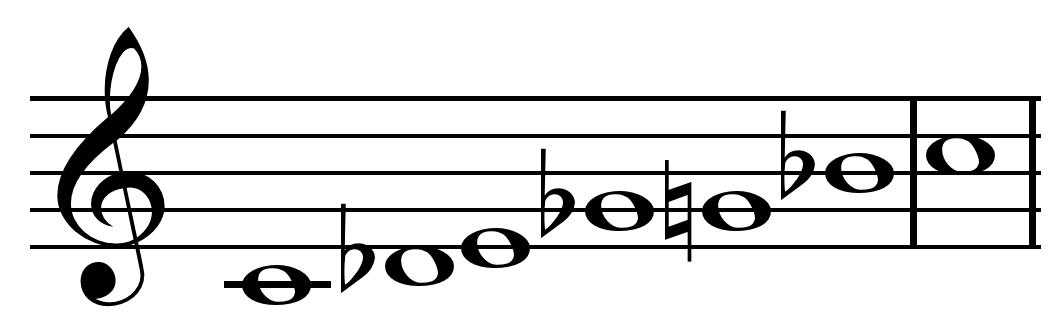
Escala tritono.

La escala tritono de dos semitonos, do re♭ re fa♯ sol la♭, es una escala simétrica que consiste en un patrón repetido de dos semitonos seguidos de una tercera mayor que ahora se utiliza para la improvisación y puede sustituir a cualquier modo de la escala menor de jazz. La escala originada en el libro Thesaurus of Scales and Melodic Patterns de Nicolas Slonimsky mediante la «división igual de una octava en dos partes», dando lugar a un tritono y la «interpolación de dos notas», añadiendo los dos semitonos correspondientes después de las dos notas resultantes. Esta escala es el quinto de los modos de transposición limitada de Olivier Messiaen.

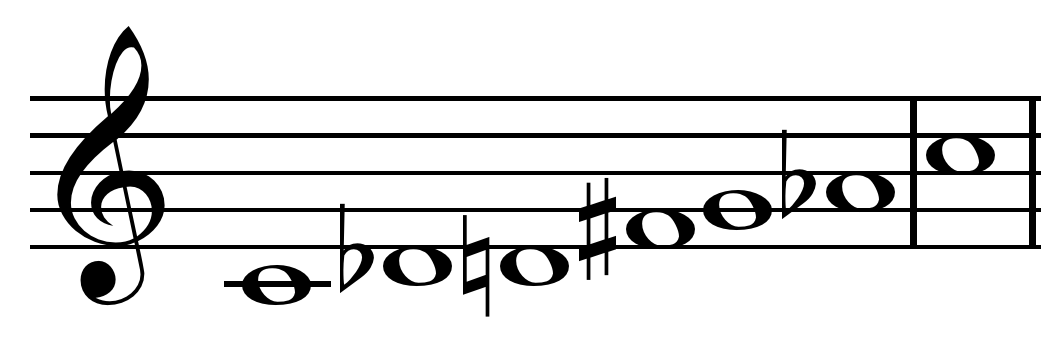
Escala tritono de dos semitonos.